# Tjuorvumkåbbå
Tjuorvumkåbbå är ett naturreservat i Gällivare kommun i Norrbottens län.
Området är naturskyddat sedan 2011 och är 4,1 kvadratkilometer stort. Reservatet omfattar ett östsluttning av Tjuorvumkåbbå ner mot Spikälven och våtområden kring denna. Reservatet består av lövrik barrblandskog där det brunnit och gran, tall och björk i övriga delar.  